# Kogarah (Nouvelle-Galles du Sud)
Kogarah est une banlieue du sud de Sydney, dans l'État de Nouvelle-Galles du Sud, en Australie. Kogarah est situé à 14 kilomètres au sud du quartier central des affaires de Sydney et est considéré comme le centre de la région de St George.

## Emplacement
Kogarah a pris son nom de la baie de Kogarah, une petite baie sur la rive nord de la rivière Georges. La banlieue s'étendait à l'origine à la baie, mais a depuis été divisée pour former les banlieues séparées de Kogarah Bay et Beverley Park.
Kogarah a un mélange de zones industrielles résidentielles, commerciales et légères. Il est également connu pour son grand nombre d'écoles (y compris l'école primaire, l'école secondaire et l'enseignement supérieur) et les services de soins de santé (y compris deux hôpitaux et de nombreux centres médicaux). Du côté de la LNR, les Dragons de St George Illawarra ont leur bureau de Sydney basé à proximité Jubilee Oval, souvent appelé Kogarah Oval. Kogarah dispose de tous les types de développements résidentiels de maisons individuelles de faible densité, à des appartements de densité moyenne et de haute densité, appartements de grande hauteur.

## Histoire
Kogarah est dérivé d'un mot aborigène qui signifie «se précipite» ou «lieu de roseaux». Il avait également été écrit comme «Coggera», «Cogerah» et «Kuggerah», mais l'orthographe actuelle a été réglée lorsque la ligne de chemin de fer a été construite à travers la région dans les années 1880.
Les premières subventions foncières de la région ont été accordées à John Townson (1760-1835) qui a reçu 910 hectares (2 250 acres) de 1808 à 1810, centrés sur Hurstville et James Chandler, dont le domaine voisin était centré sur Bexley. Le district a fourni des fruits, des légumes et des huîtres pour Sydney. En 1869, l'église St Paul d'Angleterre ouvrit ses portes sur Rocky Point Road (maintenant Princes Highway). Elle a été construite sur 0,81 hectare (2 acres) de terres données à l'église par William Wolfen le consul suédois à Sydney, qui possédait 320 hectares (800 acres) à Kogarah. La banlieue s'est développée autour de l'église et de l'hôtel Gardeners Arms. Kogarah est devenue une municipalité en 1885.
L'ancien quartier de Moorefield fait maintenant partie de Kogarah. Il s'agissait à l'origine d'une concession de 24 hectares (60 acres) du gouverneur Lachlan Macquarie en 1812 à Patrick Moore, qui y a construit une belle maison. L'hippodrome de Moorefield construit par un descendant a ouvert ses portes en 1888. Le brigadier-général John Lamrock CB VD a été nommé secrétaire du Moorefield Race Club en 1912 et est resté à ce poste jusqu'au début de 1935. Le domaine de Moorefield a été subdivisé dans les années 1950 et le ministère de l'Éducation a acheté 7,7 hectares (19 acres), où il a construit deux écoles secondaires et un collège d'enseignement supérieur. Moorefields Girls High School y a été érigé en 1955 sur l'ancien site de la ferme de Moore. 